# What3words
What3words è un sistema di georeferenziazione per la semplice comunicazione di posizioni con una risoluzione di 3 metri. What3words codifica le coordinate geografiche usando 3 parole del vocabolario (ad esempio, la Torre di Pisa si trova a soste.zaino.spalla e notato.sulla.fradici). What3words si distingue da altri sistemi di riferimento basati su coordinate in quanto mostra 3 parole, piuttosto che lunghe stringhe di numeri.
What3words si presenta con un sito web, applicazioni per iOS e Android, e con un API che permette la conversione bi-direzionale da indirizzo what3words a coordinate espresse in longitudine e latitudine.

## Principi architetturali
What3words è una griglia del mondo composta da 57.000 miliardi di celle di 3x3 metri, ad ognuna delle quali sono assegnate tre parole.